# Generał pułkownik artylerii
Generał pułkownik artylerii (ros. генерал-полковник артиллерии) – stopień wojskowy w korpusie wyższych oficerów artylerii w Siłach Zbrojnych ZSRR w latach 1940–1984; niższy stopień to generał major artylerii, kolejny wyższy to marszałek artylerii.